# Sefanitro
Sefanitro, acrónimo de Sociedad Española de Fabricaciones Nitrogenadas, fue una empresa española del sector de la industria química que operó entre 1941 y 2006. Sefanitro poseía una fábrica de nitrogenados sintéticos cuya producción se vio impulsada por la política autártica del franquismo como respuesta a la necesidad de fertilizantes, con el objetivo de aumentar las cosechas agrícolas en un país desabastecido y devastado por la Guerra Civil. 
La planta de producción se encontraba situada en Luchana-Baracaldo (Vizcaya).

## Historia

### Orígenes y creación

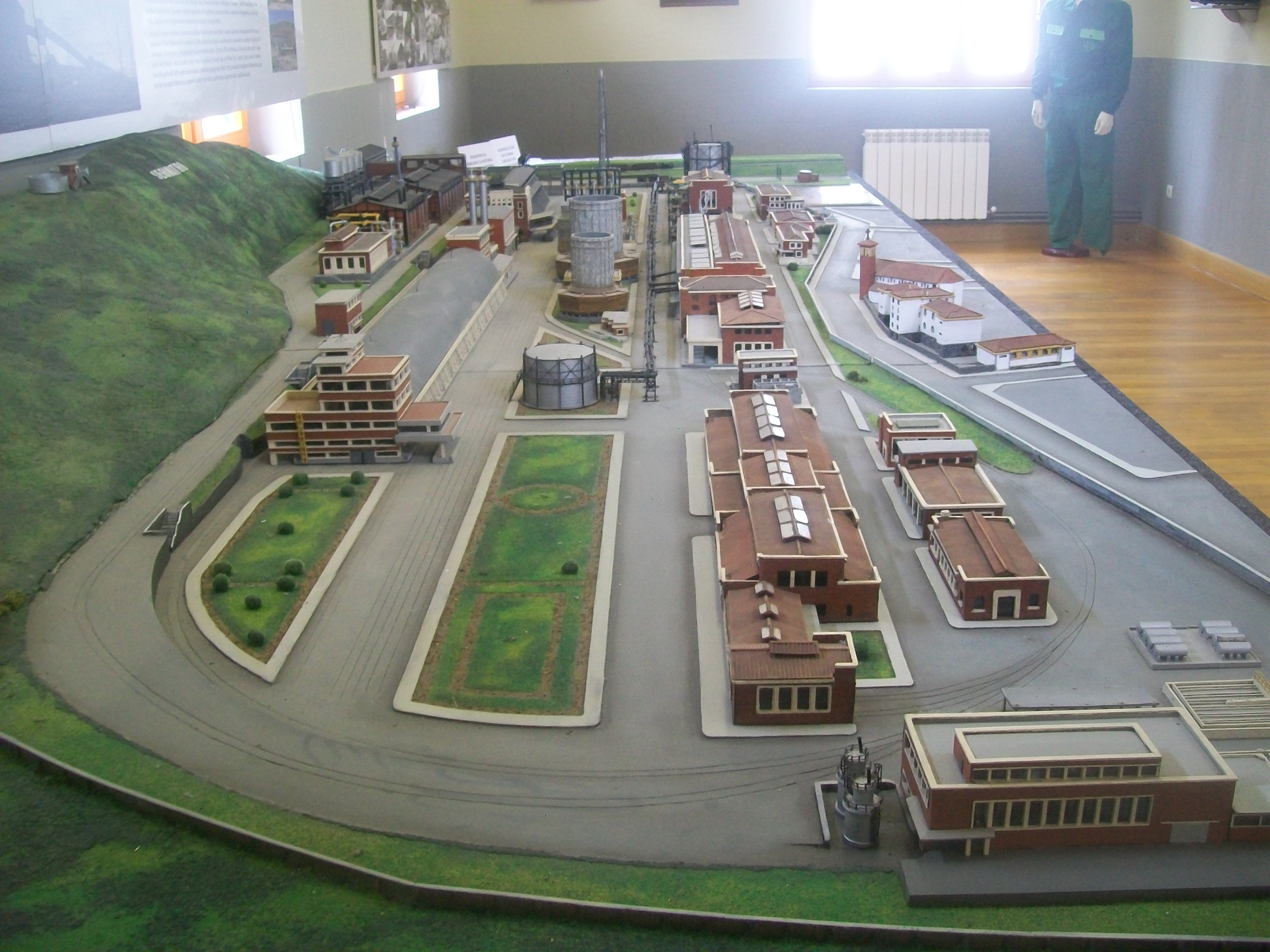
Maqueta del complejo de Sefanitro y Rontealde (al fondo) en el Centro de Interpretación Histórica y Medioambiental de Barakaldo (CIHMA)

Tras la Guerra Civil, en 1940 el régimen franquista decidió abrir una fábrica de nitrogenados sintéticos en Sestao. Para ello se constituyó la Sociedad Española de Fabricaciones Nitrogenadas (Sefanitro) en Bilbao el 26 de septiembre de 1941. Finalmente, un mes después se decidió construir la planta en el barrio baracaldés de Luchana debido a sus «mejores condiciones», autorizando la «expropiación forzosa de los terrenos necesarios para la instalación de la fábrica y dependencias anejas». La empresa consiguió, entre otras prerrogativas, la de tener derecho a expropiar aquellos terrenos que fueran necesarios para su ubicación, llegando a ocupar una extensa superficie de unos 200 000 m² que sería urbanizada siguiendo el modelo de fábrica-ciudad, con calles, viales de ferrocarril y zonas ajardinadas. 
A pesar de todas esas facilidades oficiales que incluyó el nombramiento de «empresa de interés nacional» no se inauguró hasta diez años después debido a la inestabilidad política que atravesaba Europa debido a la II Guerra Mundial. Su inauguración corrió a cargo de Francisco Franco en junio de 1950. Dicha sociedad, además de por el Estado español, estuvo participada por grandes empresas como Altos Hornos de Vizcaya, Banco de Bilbao, Banco de Vizcaya y Banco Urquijo.

### Crecimiento

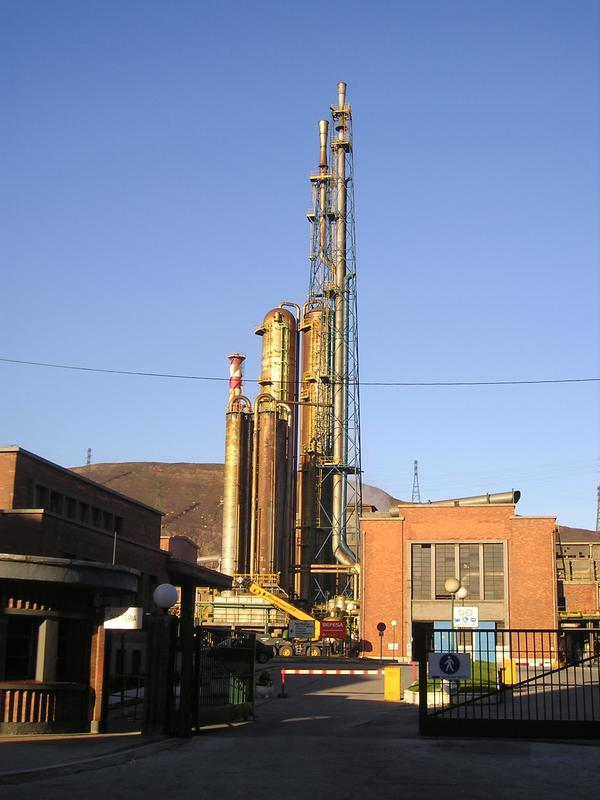
Entrada principal, al fondo la chimenea de 74 m derruida en 2011.

En el complejo de Sefanitro se producían importantes cantidades tanto de ácido sulfúrico como de sulfato amónico. Debido a la política autártica del régimen la fábrica creció mucho sobre todo durante la década de 1960. Debido a ello, y unido a la ideología del régimen, se impulsó una política de paternalismo industrial. Llegó a contar con un edificio de servicios sociales donde tenían cabida la enfermería, el comedor y los recintos para diferentes actos como las misas dominicales. Sefanitro llegó a estar estrechamente ligada con las minas de Huelva por su producción de piritas, mineral empleado con diversos fines industriales. Entre sus principales proveedores se encontraban la Compañía Española de Minas de Río Tinto, Minas de Herrerías, la Sociedad Francesa de Piritas de Huelva, San Telmo Ibérica Minera, la Compañía Nacional de Piritas, etc.

En los años 70, con los cambios en la economía y una mayor apertura del régimen con la consiguiente menor protección a la industria nacional, la empresa se vio obligada a adaptarse a los nuevos tiempos. Para ello disminuyó la producción de sulfato amónico y se amplió la planta de ácido nítrico y se proyectó además una nueva planta de amoniaco. Fue esta nueva planta la que suscitó mayores protestas en los vecinos y unido al comienzo de la conciencia ecológica provocaron varias manifestaciones llegando a denegar el ayuntamiento el permiso municipal para la construcción de la nueva planta. Finalmente, debido a diversas presiones, el consistorio autorizó la apertura de la planta. Esos cambios en la economía supusieron además que la empresa se desprendiese de su obra social vendiendo los edificios utilizados para ello.

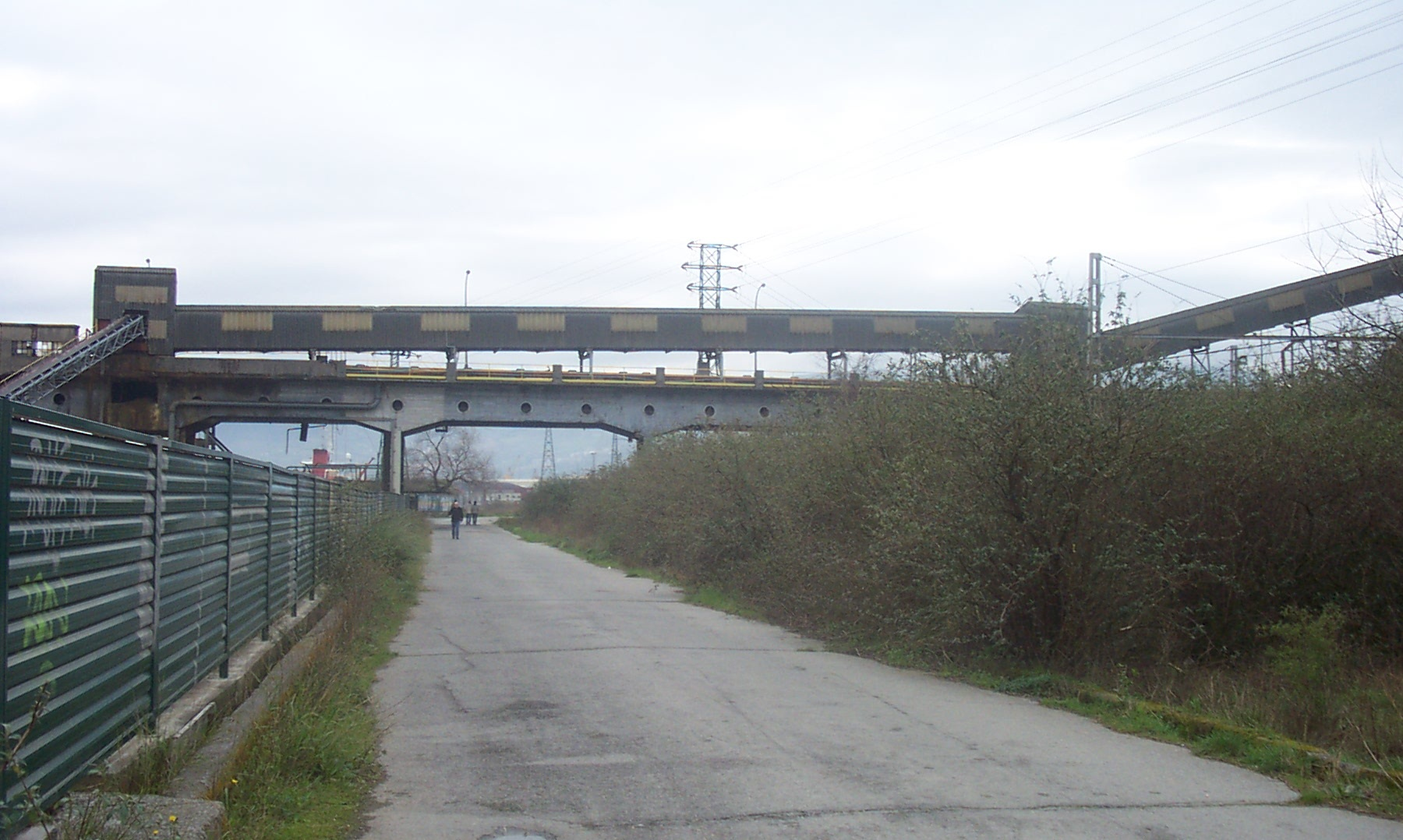
Acceso de Sefanitro al "muelle Sefanitro" del puerto de Bilbao en 2009 por encima de vías férreas. A la derecha se pueden divisar las vías existentes del Renfe Cercanías Bilbao mientras otras en desuso, para trenes de mercancías, están cubiertas por matorrales.

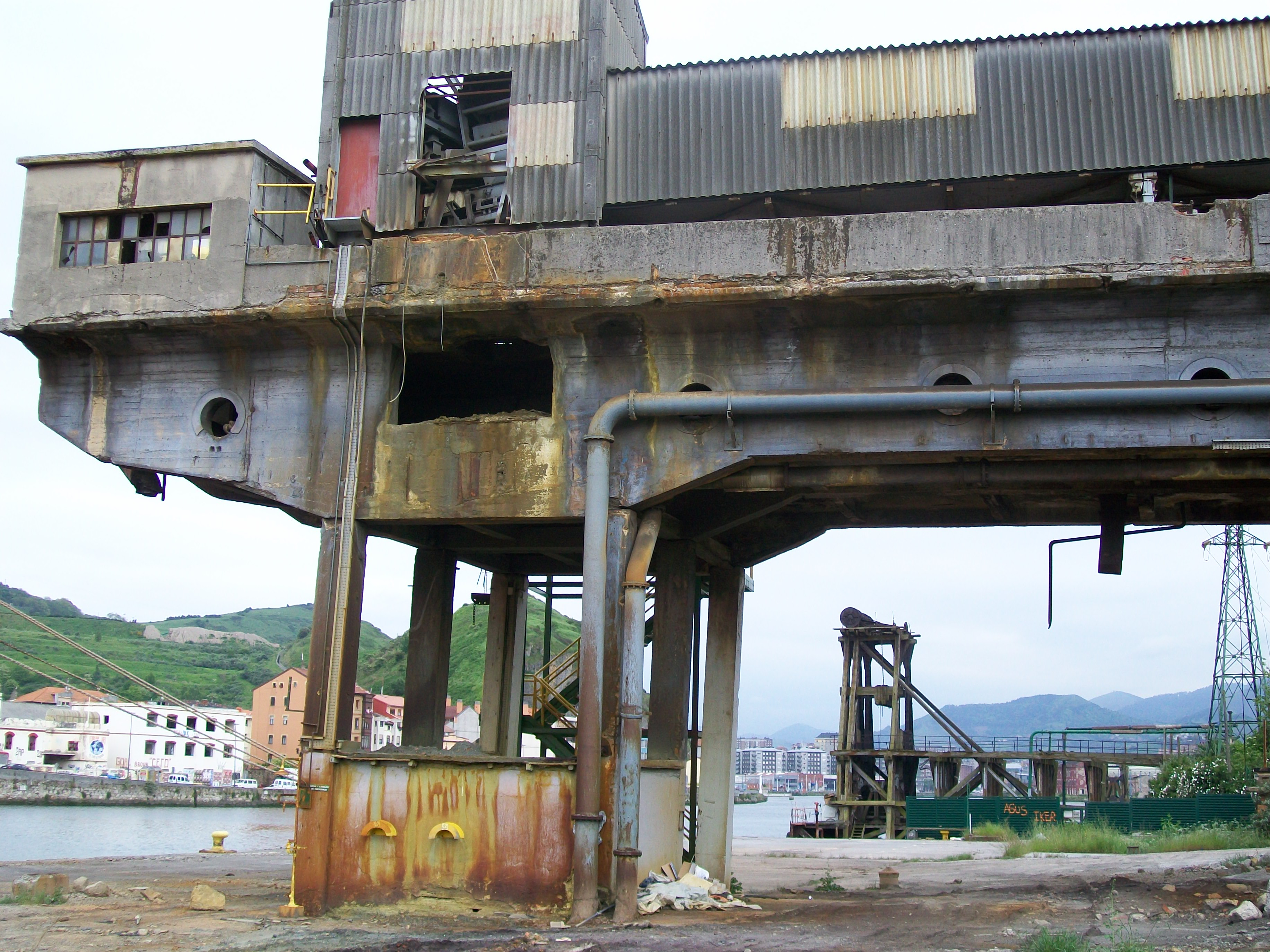
Primer plano del acceso de Sefanitro al puerto de Bilbao con su evidente deterioro en 2009; poco después fue desmantelada parte superior de la instalación para evitar accidentes. Al fondo el antiguo cargadero de La Orconera.

Así la empresa se dividió en dos: mientras la antigua Sefanitro siguió con su nombre, la nueva planta se llamó "fábrica de Rontealde" fundada en 1978 cuyo símbolo fue una gran chimenea de 74 metros. El nombre de Rontealde (en euskera: "al lado de Róntegui") se debe a que frente a esos terrenos se divisa el barrio de Róntegui; como también toma su nombre el cercano puente de Róntegui, una de las vías de comunicación más importantes del Gran Bilbao. Sin embargo al ser una ampliación de Sefanitro popularmente se la ha seguido llamando a todo ello Sefanitro, de hecho compartían parte de las instalaciones como por ejemplo la salida al ferrocarril y al puerto, este en la zona conocida como Réqueta, aunque estas estuviesen oficialmente en la zona de Rontealde. La nueva fábrica no estuvo a pleno rendimiento hasta los años 1980 con la construcción de una planta de ácido sulfúrico.

### Decadencia
Sin embargo, esos proyectos de subsistencia de la nueva fábrica no llegaron a buen puerto debido a la reestructuración industrial en los años 80 que afectaron sobre todo a la vetusta antigua planta de Sefanitro mientras la de Rontealde sí logró continuar con su actividad no sin dificultades.

#### Privatización
Rontealde comenzó con una participación totalmente privada formado por cinco socios (Derivados del Flúor, Indumetal, Metalquímica del Nervión, Sefanitro y San Telmo Ibérica Minera). Indumetal se integró en Befesa en 1993, junto con Berzelius Umwelt Service (BUS) y Duro Felguera, y se hizo con dicha fábrica, siendo de las primeras fábricas de esa nueva empresa. Mientras, en 1996, en el marco de las privatizaciones de la Sociedad Estatal de Participaciones Industriales, el gobierno español decidió vender Sefanitro a la empresa Fertiberia del Grupo Villar Mir. El precio de compra fue de entre 5,2 y 6 millones de euros. Según exmiembros del comité de empresa, los productos que por entonces estaban almacenados dentro de la fábrica superaban el valor de compra fijado por el gobierno del Partido Popular.
Tan solo dos años después de su compra el ayuntamiento recalificó esos terrenos otorgándoles el permiso para uso residencial.

### Cierre y venta de terrenos
A mediados de los años 2000, poco antes de la crisis española de 2008-2016, los nuevos dueños de la empresa vendieron los terrenos a las constructoras Iurbentia (grupo Afer) y Fonorte por entre 230 y 240 millones de euros, 80 veces lo pagado diez años antes, por lo que dicha operación fue tildada de «Pelotazo inmobiliario». Los terrenos de Befesa ("fábrica de Rontealde") se vendieron en 2008 por más de 44 millones de euros a Iurbenor Promociones, S.A (Iurbentia) tras pedir los permisos para el traslado de su actividad al puerto de Bilbao.
De hecho esa crisis económica provocó la suspensión de pagos de Iurbentia paralizando la operación urbanística llamada "Puerta Bilbao" no sin antes haber modificado el proyecto inicial que incluía dos torres acristaladas de 150 y 120 metros ("Torres Sefanitro") por una única torre residencial de 124 metros ("Torre Puerta Bilbao").
Definitivamente en 2011 comenzaron los últimos trabajos de desmantelación de la fábrica y descontaminación de los terrenos tras haberse derribado ya entre 2007 y 2009 los terrenos pertenecientes a Fertiberia. Las primeras viviendas comenzaron a construirse en 2014.

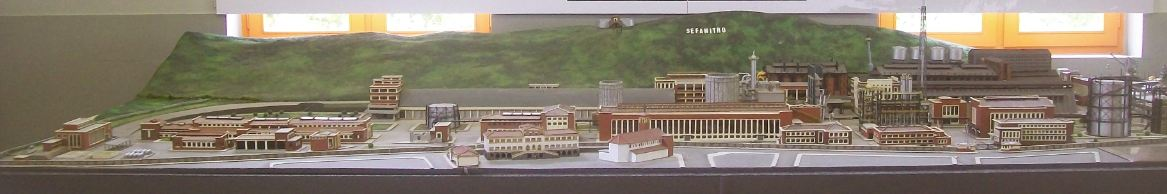
Maqueta de Sefanitro (a la izquierda) y Rontealde (a la derecha) con su acceso al puerto. En el centro inferior se pueden apreciar algunos edificios de Lutxana: la iglesia del Buen Pastor, reubicada tras las expropiaciones de Sefanitro, y el primer colegio construido en el barrio, actualmente Centro de Iniciación Profesional. Al fondo los montes Tun Tun y Róntegui.